# لوسي جين
لوسي جين (بالفرنسية: Lucie Jeanne)‏ هي ممثلة فرنسية، ولدت في 13 مارس 1976 في فرنسا.

## أعمال

### مسلسلات
- التحليق إلى المجهول

## وصلات خارجية
- لوسي جين على موقع IMDb (الإنجليزية)
- لوسي جين على موقع ألو سيني (الفرنسية)
- لوسي جين على موقع قاعدة بيانات الفيلم (الإنجليزية)
- لوسي جين على موقع كينوبويسك (الروسية)